# Apocalipsa lui Ilie

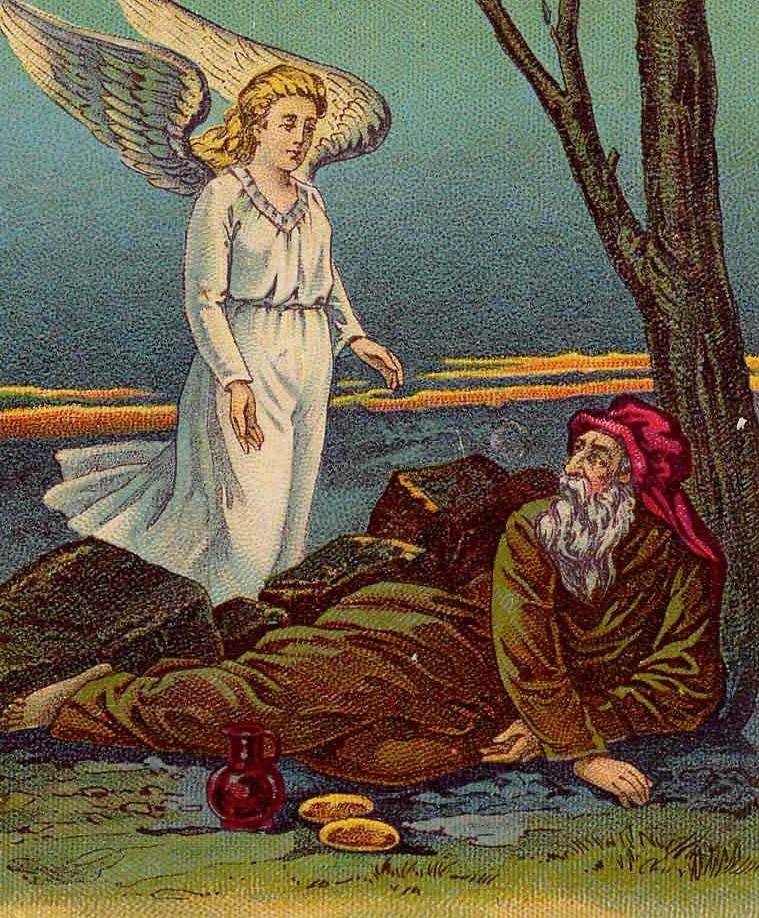
Ilie și îngerul

Apocalipsa lui Ilie este o lucrare apocrifă anonimă care se prezintă ca o revelație dată de un înger. Două versiuni sunt cunoscute astăzi, o versiune fragmentară creștină coptă și o versiune evreiască. Titlul derivă din menționarea Sfântului Ilie în text, deși nu există niciun alt motiv să se presupună că el este autorul lucrării.

## Vezi și
- Literatură apocaliptică